# Pseudopachystylum gonioides
Pseudopachystylum gonioides är en tvåvingeart som först beskrevs av Zetterstedt 1838.  Pseudopachystylum gonioides ingår i släktet Pseudopachystylum och familjen parasitflugor. Inga underarter finns listade i Catalogue of Life.